# Howler
Howler é uma banda de indie rock do subúrbio de Minneapolis, Minnesota. O grupo é formado por Jordan Gatesmith na guitarra e vocais, Brent Mayes na bateria, Ian Nygaard na guitarra, Max Petrek nos teclados e France Camp (nome real Jay Simonson) no baixo. Howler recebeu reconhecimento, principalmente da NME, que nomeou Howler a 3ª Melhor Nova Banda de 2011 e incluiu Jordan Gatesmith em sua lista das 50 pessoas mais legais de 2011. O grupo ficou conhecido entre os jogadores de videogame por ter uma música tocando no jogo Forza Horizon do Xbox 360.

## Discografia

### Álbuns
- America Give Up (2012), Rough Trade
- World Of Joy (2014), Rough Trade

### EPs
- This One's Different (2011), Rough Trade